# MJ
MJ – офшорне газоконденсатне родовище басейну Крішна-Годаварі. Також знане як D-55.
Родовище належить до блоку KG-D6, розробкою якого наразі займається компанія Reliance Industries Limited (66,67%) у партнерстві з BP (33,33%). Відкриття сталось унаслідок спорудження в 2013 році розвідувальної свердловини MJ-1, яку заклали в районі з глибиною моря 1024 метри з метою перевірити припущення щодо продуктивності мезозойських пластів, що залягають під вже введеними у розробку родовищами D-1/D-3 із продуктивними пліоценовими відкладами. У підсумку  MJ-1 досягнула довжини у 4509 метрів та виявила на 2 км глибше за D-1/D-3 у породах нижньої крейди газоконденсатний інтервал завтовшки 155 метрів.
Запаси родовища оцінюються у 28 млрд м3 газу. 
Оскільки MJ належить до глибоководної зони, його облаштування провели у підводному варіанті. Продукція родовища спершу потрапляє на плавучу установку з підготовки, зберігання та відвантаження (FPSO) «Ruby», де рідкі вуглеводні відокремлюються для подальшого вивозу за допомогою танкерів. Газ відправляється з «Ruby» на береговий комплекс підготовки через створену для D-1/D-3 систему трубопроводів KG-D6 – Гадімога.
Видобуток газу з MJ стартував влітку 2023 року. За проєктом, на піку видобутку родовище має видавати 12 млн м3 газу та 25 тисяч барелів конденсату на добу.